# Cosmarium capitulum
Cosmarium capitulum  là một loài Song tinh tảo trong họ Desmidiaceae, thuộc chi Cosmarium.